# Presidente della provincia
Il presidente della provincia, nell'ordinamento giuridico italiano, è l'organo monocratico a capo del governo di una provincia, che ha facoltà di nomina della giunta provinciale.

## Storia
La figura del Presidente della Provincia fu introdotta per la prima volta dal Testo Unico del 1889, che lo pose al vertice della Deputazione provinciale al posto del prefetto, come invece accaduto nel primo trentennio del Regno. Il Presidente era nominato dal Consiglio provinciale con un mandato annuale.
Il mandato del Presidente fu poi elevato ad un triennio e coordinato con quello della Deputazione in seguito alle modifiche votate nel 1894, e applicate dal 1895 in seguito all'indizione delle elezioni amministrative generali. Un'ulteriore espansione fu deliberata nel 1904, facendo diventare il mandato quadriennale.
L'avvento del fascismo significò la temporanea abolizione della figura del Presidente, sostituito dal Preside e dal rinforzato Prefetto, fino alla provvisoria reintroduzione su nomina del CLN dopo la caduta del regime. Fu solo nel 1951 che il governo decise la ripresa della vita democratica delle province, contestualmente ritoccando la figura del Presidente della Giunta che venne da quel momento posto a capo del Consiglio, col quale era legato da un voto di fiducia secondo le ordinarie dinamiche del parlamentarismo. L'introduzione delle regioni autonome aveva peraltro causato alcune peculiarità in materia, dato che se tale riforma aveva già visto la luce nel 1948 a Trento e a Bolzano e, sotto forma di presidenza regionale, nel 1949 ad Aosta, per le province della Sicilia si dovette di converso aspettare fino all'anno 1964.
Il vero cambiamento storico fu però il risultato della legge 25 marzo 1993, n. 81, che stabilì l'elezione diretta a suffragio universale e a maggioranza assoluta del Presidente, cui veniva demandato il potere di nominare la Giunta provinciale esterna al Consiglio, per il quale veniva ricreata la separata figura di un suo presidente d'assemblea. La durata del mandato presidenziale fu fissata in quattro anni, sul modello statunitense, con non più di due mandati consecutivi.
Il testo unico degli enti locali del 2000 confermò la contestualità dell'elezione del Consiglio e del Presidente, il cui mandato fu innalzato a cinque anni. Il Presidente e la Giunta decadevano in caso di approvazione di una mozione di sfiducia votata dalla maggioranza assoluta dei consiglieri provinciali: in tal caso anche il Consiglio veniva sciolto e, in attesa delle elezioni, veniva nominato un Commissario al quale era affidata l'amministrazione dell'ente. Lo stesso principio, noto come simul stabunt vel simul cadent, trovava applicazione anche in caso di impedimento permanente, rimozione, decadenza o decesso del Presidente.
La legge n. 56 del 7 aprile 2014 ha cancellato l'elezione a suffragio universale e la contestualità dell'elezione del Consiglio e del Presidente, e ne ha ridotto il mandato a quattro anni. La normativa si è applicata alle amministrazioni man mano che sono giunte a scadenza: i presidenti eletti in carica, per il resto del loro mandato, sono stati nominati commissari.

## Caratteristiche

### Elezione
Nelle regioni a statuto ordinario le modalità di elezione del presidente sono state radicalmente modificate dalla legge 7 aprile 2014, nº 56. Il suffragio passivo è stato ristretto ai sindaci in carica, con l'aggiunta in via transitoria dei presidenti provinciali uscenti; l'elettorato attivo è stato invece limitato ai sindaci e ai consiglieri comunali in carica. Il voto viene ponderato a seconda della fascia di popolazione del comune rappresentato dall'elettore. La nuova normativa ha inoltre reso sufficiente la maggioranza relativa per la vittoria del nuovo Presidente.
Nel Friuli-Venezia Giulia è stata deliberata una riforma alternativa che ha semplicemente abolito l'elezione popolare del presidente restaurandone la nomina da parte del Consiglio provinciale come avveniva nel XX secolo. In Sicilia e in Sardegna le elezioni sono state sospese fino a nuovo ordine, ricorrendo alla bisogna alla nomina di commissari straordinari. Una successiva riforma in Friuli ha abolito totalmente la carica dal 2016. Il Presidente della Provincia di Bolzano è ancora eletto (ed eventualmente sfiduciato) dal Consiglio provinciale come avveniva nelle altre province fino al 1993. L'elezione del Presidente della Provincia di Trento rimane dunque l'unica in Italia ad avvenire a suffragio universale e a maggioranza assoluta.
Nel 2024, la giunta regionale del Friuli-Venezia Giulia ha approvato un disegno di legge per il ripristino delle province, ora sotto esamina da parte del parlamento nazionale.

### Mandato
Nelle regioni a statuto ordinario il Presidente resta in carica quattro anni in seguito all'entrata in vigore della legge nº 56 del 2014. Nella nuova normativa non è più previsto il legame di fiducia col Consiglio, introducendo nelle province italiane una forma di governo di presidenzialismo puro finora mai esistito in Italia in regime democratico, mentre è prevista la decadenza nel caso della perdita della propria carica di sindaco: il combinato dell'attuale ordinamento giuridico rende dunque il presidente della provincia nei fatti responsabile di fronte al proprio Consiglio comunale, a meno che non si tratti di un presidente uscente rieletto in virtù della norma transitoria che trova luogo in sede di prima applicazione della nuova normativa.
In Trentino-Alto Adige il mandato del Presidente rimane fissato in cinque anni, salvo l'approvazione di una mozione di sfiducia da parte del Consiglio. In Sicilia e in Sardegna non esistono invece più presidenti, in attesa della riforma da parte delle autorità regionali.

### Funzioni
Secondo l'art. 99 del D.Lgs 267/2000 
il Presidente nomina il segretario provinciale, che dipende funzionalmente da lui, scegliendolo tra gli iscritti all'apposito albo. Il segretario cessa automaticamente dall'incarico con la cessazione del mandato del presidente della provincia che l'ha nominato, salvo che non sia confermato dal nuovo presidente. Il Presidente può nominare un direttore generale, al di fuori della dotazione organica e con contratto a tempo determinato, che provvede ad attuare gli indirizzi e gli obiettivi stabiliti dagli organi di governo dell'ente, e che sovrintende alla gestione dell'ente. Il direttore generale può essere revocato dal presidente della provincia, previa deliberazione della giunta provinciale; la durata del suo incarico non può eccedere quella del mandato presidenziale.
Nell'esercizio delle sue funzioni il presidente della provincia adotta provvedimenti amministrativi, solitamente in forma di decreto. Va tuttavia rammentato che, in virtù del principio di separazione tra funzioni di indirizzo politico-amministrativo e di gestione, i provvedimenti del Presidente, come quelli degli altri organi politici, non possono invadere l'ambito delle funzioni di gestione, riservate ai dirigenti, salve le eccezioni espressamente previste dalla legge. Per lo stesso motivo, il presidente non è più titolato a stipulare contratti per la provincia, mentre può stipulare gli accordi di programma data la loro natura politica.
In Trentino al Presidente è confermato il potere di formare e nominare la Giunta provinciale, mentre in Provincia di Bolzano è confermata la funzione di presidenza di una Giunta formata dal Consiglio.
Secondo la legge nº 56 del 2014 il Presidente della provincia rappresenta l'ente, convoca e presiede il Consiglio provinciale e l'Assemblea dei sindaci, sovrintende al funzionamento dei servizi e degli uffici e all'esecuzione degli atti, ed esercita le altre funzioni attribuitegli dallo statuto. La legge in oggetto ha abolito la Giunta provinciale, redistribuendo le deleghe di governo all'interno del Consiglio provinciale, molto ridimensionato nel numero dei suoi membri, e introducendo così un'inedita forma di governo presidenziale pura, del tutto nuova alla vita politica italiana repubblicana.
Il Presidente può nominare un vicepresidente, scelto tra i consiglieri provinciali, stabilendo le funzioni a lui delegate dandone immediata comunicazione al Consiglio. Il presidente può altresì assegnare deleghe a consiglieri provinciali, nel rispetto del principio di collegialità.
Ai sensi della legge n. 121/1981 il presidente della provincia partecipa di diritto al Comitato provinciale per l'ordine e la sicurezza pubblica.

#### Trentino-Alto Adige
Per i presidenti delle province autonome di Trento e Bolzano esiste una disciplina differenziata, che attribuisce loro un ruolo molto più incisivo rispetto a quelli delle altre province. Tale disciplina è contenuta nello Statuto regionale del Trentino-Alto Adige, che ha rango di legge costituzionale. In queste province il presidente ha attribuzioni tipiche del presidente della giunta regionale, quale ad esempio quella di promulgare le leggi provinciali, e parte delle attribuzioni altrove spettanti al prefetto, non previsto in questa regione, ivi comprese alcune competenze dell'autorità di pubblica sicurezza.

## Distintivo
Il vigente testo unico degli enti locali descrive il distintivo del presidente della provincia come una fascia di colore azzurro con lo stemma della Repubblica e lo stemma della propria provincia ricamati alle due estremità, da portare a tracolla sulla spalla destra.